# Storheikkilä
Storheikkilä (finska: Iso-Heikkilä) är en stadsdel i Åbo i det finländska landskapet Egentliga Finland. Stadsdelen ligger väst om Åbo centrum och fram till 1944 var Storheikkilä en by i S:t Marie kommun.
År 2007 bodde 1 870 personer i Storheikkilä. Stadsdelen gränsar i norr till Nystadsbanan, i väster till hamnbanan som böjer sig söderut därifrån, och i söder till Stockholmsgatan och Pansiovägen. Det tidigare området för Storheikkilä by sträckte sig i sydväst till området för dagens Västra hamn och i nordost delvis ända till snabbväg till Nådendal.

## Batterihagen
Fram till slutet av 2010-talet var största delen av Storheikkilä ett industri- och kontorsområde. I stadsdelen finns också Batterihagens bostadsområde. På nordöstra sidan av Batterihagen, på toppen av Storheikkiläs backe, ligger ett bostadsområde designat av Aarne Ehojoki, samt Storheikkilä observatorium.
Höghusen i Batterihagen har byggts av byggfirman Puolimatka. Innan höghusen byggdes fanns Storheikkilä gård på området och även Åbo universitets botaniska trädgård. I Batterihagen fanns president Mauno Koivistos och Tellervo Koivistos första gemensamma hem på 1950-talet.

## Historia
På 1400-talet kallades Storheikkilä gård för "Åbo slotz ladegårdh" alltså Åbo slotts ladugård. År 1696 blev gården tjänstebostad. Järnvägen som byggdes till Åbo hamn på 1870-talet skilde Storheikkilä från Åbo centrum och fram till 1944 hörde Storheikkilä till S:t Marie kommun. På 1920-talet byggdes Nystadsbanan genom den norra delen av Storheikkilä.
Under andra världskriget låg en bas som byggts för tyska soldater i sydvästra hörnet av Storheikkilä, kallad Lilla Berlin, och cirka 70 byggnader revs när området började byggas om till Batterigen i början av 1950-talet. Ännu på slutet av 1950-talet var Storheikkilä till stor del åkermark, vilket fortfarande syn i form av den stora parken mitt i bostadsområdet och dess stora rondell.
Bland de äldsta bevarade byggnaderna i Storheikkilä finns trähusen mellan Runsalavägen och Stockholmsgatan, samt en kasernbyggnad av tegel längs Kanslervägen. Tegelbyggnaden härstammar troligen från första världskriget och nuförtiden fungerar huset som verksamhetscenter för de arbetslösa i Åbo. Storheikkilä herrgård revs år 1955 och såldes för industriellt bruk till S-gruppen.

### Botaniska trädgården och observatoriet
Mellan 1924 och 1956 fanns Åbo universitets botaniska trädgård i nordöstra hörnet av Storheikkilä. Under slutet av 1920-talet odlades cirka 1 500 olika växtarter där, och vid mitten av 1950-talet hade antalet stigit till 4 500 arter. År 1956 blev utrymmet för litet, och den botaniska trädgården flyttades till sin nuvarande plats på Runsala. År 1925 uppfördes Storheikkilä observatorium på universitetets mark, som idag används av Turun Ursa ry.